# La Bonne du colonel
Pour l’article homonyme, voir The Man on the Box.
Pour plus de détails, voir Fiche technique et Distribution.
La Bonne du colonel (The Man on the Box) est un film américain réalisé par Charles Reisner, sorti en 1925.

## Synopsis
Bob Warburton, un jeune célibataire fortuné, tombe amoureux de Betty Annesly et, pour se rapprocher d'elle, accepte un emploi de jardinier chez son père. Betty découvre sa supercherie et, pour lui donner une leçon, insiste pour qu'il fasse le service lors d'un déjeuner important. Bob refuse, et le comte Karaloff lui propose de lui prêter son majordome. Bob apprend que Badkoff, le majordome, est en fait un espion ennemi chargé de voler des plans secrets au père de Betty, le colonel Annesly. Se déguisant, Bob se fait passer pour une femme de ménage d'une agence de placement et protège les plans. Bob et Betty finissent par se marier.

## Fiche technique
- Titre original : The Man on the Box
- Réalisation : Charles Reisner
- Scénario : Charles Logue d'après The Man on the Box de Harold MacGrath
- Photographie : Nicholas T. Barrows
- Montage : Ray Enright
- Genre : Comédie[1]
- Production : Warner Bros.
- Distributeur : Warner Bros.
- Durée : 80 minutes
- Date de sortie : 11 octobre 1925

## Distribution
- Sydney Chaplin : Bob Warburton

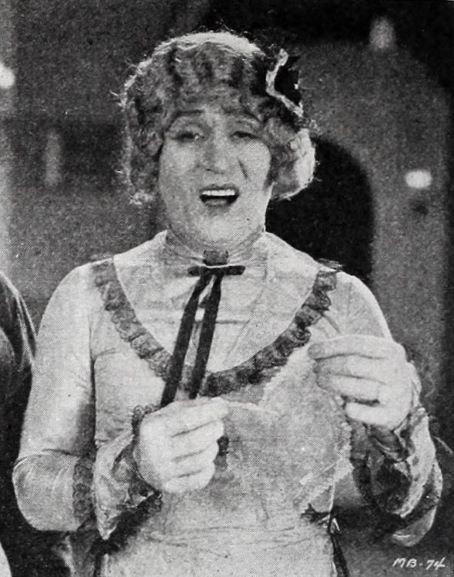
Sydney Chaplin habillé en femme dans une scène du film.

- David Butler : le beau-frère de Bob
- Alice Calhoun : Betty Annesly
- Cathleen Calhoun : Mrs. Lampton
- Theodore Lorch : Mr. Lampton
- Helene Costello : la sœur de Bob
- E. J. Ratcliffe : Colonel Annesly
- Charles Reisner : Badkoff
- Charles K. Gerrard : Conte Karaloff
- Henry A. Barrows : Warburton Sr.